# Baranja (regio)

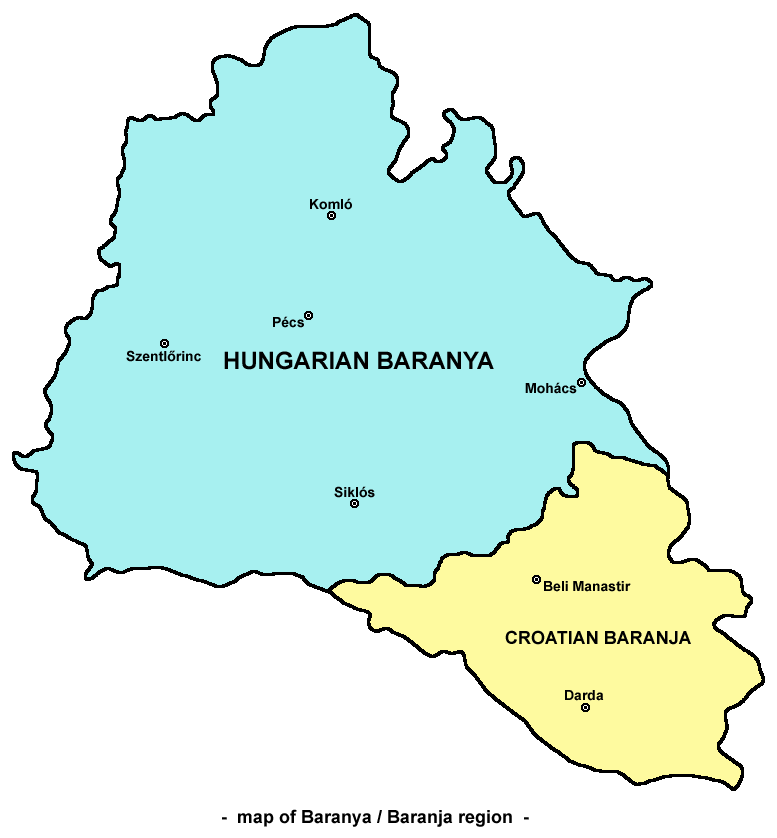
Opdeling van het comitaat Baranya in 1920. Het Kroatische Baranja is in geel aangegeven

Baranja (Hongaars: Drávaköz of Drávaszög) is een deel van de Kroatische provincie Osijek-Baranja. De streek wordt begrensd door de rivieren Donau, Drava en de Hongaarse grens. Direct ten zuiden van de regio ligt aan de overzijde van de Drava de stad Osijek.
De grootste stad in deze regio Baranja is Beli Manastir. Tot 1920 was dit gebied onderdeel van het Hongaarse deel van de dubbelmonarchie Oostenrijk-Hongarije en wel tot het comitaat Baranya.
In Baranja wonen tijdens de volkstelling van 2011 nog ongeveer 8000 Hongaren die onderdeel uitmaken van de Hongaarse minderheid in Kroatië. Deze regio ligt dus sinds het Verdrag van Trianon van 1920 in 2 landen, Kroatië en Hongarije. De historische hoofdstad van de regio is Pecs. Wegens het mediterrane klimaat, het aantal zonuren, de flora, fauna,landschap en de gemaakte soort wijn (Hongaarse deel) is dit gebied vergelijkbaar met Toscane in Italië.

## Gemeenten in Baranja
- Beli Manastir (Pélmonostor) (10.986)
- Darda (Dárda) (7062)
- Bilje (Bellye) (5480)
- Kneževi Vinogradi (Herczegszöllös) (5186)
- Draž (Darázs) (3356)
- Čeminac (Laskafalu) (2856)
- Petlovac (Baranyaszentistván) (2743)
- Jagodnjak (Kácsfalu) (2537)
- Popovac (Baranyabán) (2427)

## Geschiedenis
Aan het einde van de 15e eeuw werden Baranja en de gebieden langs de rivieren Donau en Dráva in het huidige Kroatië voornamelijk bewoond door Hongaren. De belangrijkste middeleeuwse steden van het Hongaarse etnische gebied waren Baranyavár, Danóc, Karancs, Laskó en Csemén. Vanaf de tweede helft van de 15e eeuw begon het etnische karakter van het Hongaarse vestigingsgebied te veranderen, als gevolg van de noordwaartse migratie van Kroaten en Serviërs die daarheen trokken en waren ontsnapt aan de Turken. De Turken bezetten Baranja tussen 1526-1552. Volgens de belastinginventarisatie, die in 1554 door de Turken werd uitgevoerd, droeg 69,9% van de 1.131 belastingbetalers in het huidige Kroatische Baranja Hongaarse en 9,2% Slavische familienamen en was 20,9% van hen van onzekere etnische afkomst. Op dat moment waren 47 van de dorpen in de regio Hongaars, en 1 (Gragoróca) had een Slavische meerderheid. De dichtstbevolkte Hongaarse gemeenschappen waren Laskó, Újfalu (tegenwoordig Darázs), Hercegszőlős en Vörösmart nabij de moerassen langs de Donau. In Baranyavár en Karancs, die langs de militaire route tussen Eszék en Mohács lagen, en die eerder werden beschouwd als de bloeiende steden van de regio, daalde het aantal belastingbetalers van 67 naar 10 en van 139 naar 43 tussen 1469 en 1554. de vrijwillige migratie en hervestigingen door de Turken in de 16e eeuw, het aandeel van de Slavische bevolking (Serviërs, Vlachs) geleidelijk uitgebreid. Volgens een volkstelling uit 1591 werden in het huidige Kroatische Baranja 36 nederzettingen als Hongaars beschouwd, hadden 8 nederzettingen een Slavische meerderheid en waren 3 nederzettingen etnisch gemengd.
Als gevolg van de verwoesting aan het einde van de 17e eeuw, daalt het aantal dorpen met een Hongaarse etnische meerderheid van 36 naar 14 tussen 1591 en 1696. Tijdens de volkstelling van 1696 werden 5 etnisch-Servische en 4 Kroatisch-Sokatsdorpen geregistreerd. Op dat moment is 57% van geregistreerde 449 gezinnen woonachtig in Hongaarse dorpen, terwijl 23,8 % van hen in 
Servische dorpen woonden en 19,2% waren inwoners van kleinere Kroatische nederzettingen.
In de 17e en 18e eeuw komt een spontane vestiging van nieuwe gezinnen tot stand, voornamelijk Serviërs. De opstand tegen de Habsburgse koning door de Hongaren stopt dat proces. Serviërs vechten aan de zijde van de koning en moeten dit bekopen met de verwoesting van hun dorpen en het verjagen van de bevolking. Als gevolg van het vredesverdrag van Szatmár in 1711 mogen de Serviërs terugkeren en wordt ook afgesproken dat Bosnische Katholieken (Sokatsen) zich in Baranja mogen gaan vestigen. Als gevolg van deze migraties werden de autochtone Hongaren in de eerste helft van de 18e eeuw geleidelijk een etnische minderheid tussen de Kroaten en Serviërs. Naast de Slaven worden ook Duitse kolonisten uit Wurttemberg, Baden, Hessen en Beieren gevestigd in Baranja, met name in Pélmonostor, Dárda, Baranyabán, Baranyaszentistván en Keskend. 

## Bevolkingssamenstelling
Volgens de volkstelling van 2021 was de samenstelling als volgt:
- Beli Manastir - totaal 7.973 inwoners;  4.957 Kroaten (62,17%), 1.605 Serven (20,13%), 637 Hongaren (7,99%), 305 Roma (3,83%)
- Bilje - totaal 4.772	 inwoners; 3.256 Kroaten (68,23%), 1.238 Hongaren (25,94%), 133 Serven (2,79%)
- Čeminac - totaal 2.484 inwoners; 2.215 Kroaten (89,17%), 126 Serven (5,07%), 71 Hongaren (2,86%)
- Darda - totaal 5.427 inwoners; 3.224 Kroaten (59,41%), 1.090 Serven (20,08%), 485 Roma (8,94%), 381 Hongaren (7,02%)
- Draž - totaal 1.949 inwoners; 1.391 Kroaten (71,37%), 432 Hongaren (22,17%)
- Jagodnjak - totaal 1.500 inwoners; 943 Serven (62,87%), 300 Kroaten (20%), 151 Roma (10,07&), 58 Hongaren (3,87%)
- Kneževi Vinogradi - totaal 3.357 inwoners; 1.334 Kroaten (39,74%), 1.299 Hongaren (38,70%), 554 Serven (16,50%)
- Petlovac - totaal 1.874 inwoners; 1.366 Kroaten (72,89%), 244 Hongaren (13,02%), 131 Roma (6,99%), 70 Serven (3,74%)
- Popovac - totaal 1.446 inwoners; 1.076	 Kroaten (74,41%), 235 Serven (16,25%), 47 Hongaren (3,25%)

 Volkstelling 2021

### Historische bevolkingssamenstelling
- In 1840 heeft het huidige Kroatische Baranja 36.706 inwoners;  12.500 Hongaren, 10.600 Kroaten, 8.230 Duitsers en  4.900 Serviërs.

- In 1900 zijn er 48.758 inwoners;  17.325 Hongaren, 14.321 Duitsers, 10.614 Kroaten en 5.873 Serviërs.

- In 1930 zijn er 52.846 inwoners;  15,751 Duitsers, 13.973 Hongaren, 10.893 Kroaten en 10.434 Serviërs.

- In 1953 zijn er 50.866 inwoners,  17.984 Kroaten, 16.012 Hongaren, 11.607 Serviërs en 3.228 Duitsers.

- In 1981 zijn er 53.409 inwoners;  19,136 Kroaten, 12.857 Serviërs, 9.920 Hongaren en 410 Duitsers.

- In 1991 zijn er 54.265 inwoners; 22,740 Kroaten, 13,851 Serviërs en 8.956 Hongaren.

- In 1992 zijn er 39.482 inwoners; 7.689 Kroaten, 23.458 Serviërs en 6.926 Hongaren. (Servische volkstelling na verovering)

- In 2001 zijn er 42.633 inwoners; 23.693 Kroaten (55,57%), 8.592 Serviërs (20,15%) en 7.114 Hongaren (16,69%).

- In 2011 zijn er 39.420 inwoners; 23.041 Kroaten (58,45%), 7.278 Serviërs (18,46%) en 5.980 Hongaren (15,17%).

- In 2021 zijn er 33.070	inwoners; 17.286 Kroaten (52,27%) , 4.794 Serviërs (14,50%) en 4.407 Hongaren (13,33%).

1840 tot en met 1992: